# Cryptoblepharus ruber
Espèce
Synonymes
- Cryptoblepharus plagiocephalus ruber Börner & Schüttler, 1981

Cryptoblepharus ruber est une espèce de sauriens de la famille des Scincidae.

## Répartition
Cette espèce est endémique de l'Ouest de la région de Kimberley en Australie-Occidentale.

## Publication originale
- Börner & Schüttler, 1981 : Über die australischen Skinke des Cryptoblepharus boutonii Komplexes. Miscellaneous Articles In Saurology, vol. 8, p. 1-10.